# Berufsradsport (DDR)
Der Berufsradsport in der DDR war eine zeitweilige Sparte des Radsportes in der DDR, bei der Radrennfahrer durch die Ausübung ihres Sportes Geld verdienten und Einkünfte erzielten, diesen Sport als ihre berufliche Tätigkeit ausübten. Der Berufsradsport in der DDR war auf eine zeitliche Periode von 1945 bis 1956 beschränkt (die die Sowjetische Besatzungszone bis zur Gründung der DDR einschloss). Im Unterschied zu Berufsradrennfahrern anderer Länder waren diese in der DDR nicht vertraglich an ein kommerzielles Radsportteam („Rennstall“) gebunden und galten ihrem sozialen Status nach als Selbständige.

## Historisches
Der Ursprung des Berufsradsportes in der DDR liegt in der Nachkriegsgeschichte des Zweiten Weltkrieges. Die Alliierten hatten nach Kriegsende neben anderen Organisationen auch den ehemaligen Reichsbund für Leibesübungen mit all seinen Unterorganisationen und Vereinen verboten. In der von der Sowjetunion kontrollierten Zone wurden mit dem Befehl Nr. 2 der sowjetischen Militäradministration vom 16. Juni 1945 alle Organisationen und Verbände des sogenannten Dritten Reiches verboten. Die Kontrollratsdirektive Nr. 23 vom 17. Dezember 1945 verbot auch die ehemaligen Sportvereine. Diese Situation führte dazu, dass sich Radrennfahrer in der Sowjetischen Besatzungszone (SBZ) eine Berufslizenz ausstellen ließen, wie sie für Künstler und Artisten ausgegeben wurden (da Berufssportler vom Verbot nicht betroffen waren, Berufssportler wurden dem „freien Gewerbe“ zugeordnet) und mit der sie zonenübergreifend starten konnten. So wurden häufig Fahrer, die aus der Kriegsgefangenschaft heimkehrten auf diesem Weg Berufsfahrer oder Radrennfahrer, die zuvor als Amateur gestartet waren, hatten auf diesem Weg die Chance, Rennen zu bestreiten. Einen Neubeginn gab es am 18. März 1946, als die Alliierte Kontrollkommandantur das Verbot lockerte, nun konnten – nach Prüfung und Genehmigung durch die alliierten Stellen – nichtmilitärische Sportorganisationen neu gegründet werden, allerdings nur für den Bereich einer Stadt oder eines Kreises.
Die Radrennen gehörten nach Kriegsende zu den ersten öffentlich wieder ausgetragenen Sportveranstaltungen und zogen massenhaft Publikum an. Davon profitierte der Berufsradsport. 1947 gab es in Ostdeutschland bereits ein umfangreiches Rennprogramm: 66 Bahnrennen und drei Straßenrennen fanden statt, ein Jahr später waren es 90 Rennen auf der Bahn und vier Straßenrennen. Für das Jahr 1948 wurden 192 Lizenzen für Berufsfahrer, 182 für Betreuer und Funktionäre und neun für Veranstalter ausgestellt. Der Zuschauerzuspruch blieb bis zum Ende des Berufsradsportes enorm. Zu den Rennen kamen (je nach Fassungsvermögen der Stadien oder Bahnen) häufig 6000 bis 50000 Zuschauer. Zu den Meisterschaftsrennen auf der Radrennbahn Andreasried in Erfurt 1948 mussten Zuschauer abgewiesen werden, so groß war der Andrang. Zudem starteten immer wieder aus der Vorkriegszeit bekannte Fahrer wie Erich Metze oder Walter Lohmann auf den ostdeutschen Bahnen; diese waren populär und sorgten mit für die große Zuschauerresonanz.
Die Zulassung von Berufssportarten (neben dem Radsport auch kurzzeitig Boxen und Ringen) in der sowjetischen Besatzungszone war eine historische Besonderheit, die nach Gründung der DDR dem staatlichen Sportapparat und der zunächst für den Sport zuständigen Freien Deutschen Jugend (FDJ) ein Dorn im Auge war und von diesen bekämpft wurde. Das Berufsboxen wurde noch kurz vor Gründung der DDR, im April 1949 verboten. Im Fachorgan des DDR-Radsports begann um diese Zeit eine Kampagne gegen den Berufsradsport, die weit über den Sport hinausging. So widmete sich 1952 der DEFA-Spielfilm „Sein großer Sieg“ in seiner Handlung mit klarer ideologischer Position diesem Thema: der Protagonist (ein Amateur der DDR) wird in der Filmhandlung Berufsfahrer in West-Berlin und wendet sich schnell enttäuscht von Machenschaften und Betrug im Berufsfahrerleben ab und wird ein erfolgreicher Amateur-Steher in der DDR. Insbesondere die Sechstagerennen in West-Berlin, die von vielen Menschen aus der DDR, darunter auch Amateurfahrern, besucht wurden, standen im Ziel der Kritik. Das Fachblatt des Radsportverbandes widmete einen ganzen Artikel („Ein Wort an unsere Amateure“) diesem Rennen, das als abschreckendes Beispiel für einen „korrumpierten und korrupten Berufsradsport“ dienen sollte.

## Strukturen
Im Herbst 1946 erfolgte die Gründung einer Kommission Berufsradsport innerhalb des 1946 gegründeten Deutschen Sportausschusses, der die Dachorganisation des Sports in der Sowjetischen Besatzungszone bildete. Die Kommission wurde von dem ehemaligen Radrennfahrer Herbert Nebe aus Leipzig und dem Veranstalter Rolf Seyfarth aus Chemnitz geleitet. 1949 wurde sie umbenannt in Berufs-Radsport-Kommission der Deutschen Demokratischen Republik und nahm ihren Sitz in Halle (Saale). Vorsitzender blieb Herbert Nebe, Vertreter der Rennfahrer wurde Otto Weckerling, Vertreter der Veranstalter wurde Gustav Brummert.
Mit der Kommission konnten offiziell und im Rahmen des Verbandes Radrennen für Berufsfahrer veranstaltet werden. Viele Fahrer lösten später auch eine Lizenz im 1948 wieder gegründeten Bund Deutscher Radfahrer (BDR) bzw. der BDR erkannte die Lizenzen der Kommission Berufsradsport an. So konnten die Fahrer somit auch an Rennen in den westlichen Besatzungszonen teilnehmen. Auch umgekehrt hatten die Lizenzen des BDR in der Sowjetischen Besatzungszone Gültigkeit. Rudi Mirke, Hans Preiskeit, Georg Voggenreiter, Erich Metze, Karl Kittsteiner u. a. waren häufige Gäste auf ostdeutschen Bahnen.
Kaum ein Fahrer hatte, wie sonst im Berufsradsport üblich, einen Vertrag mit einem Rennstall (Fabrikmannschaft), da diese Sponsorenstruktur in Ostdeutschland bzw. der DDR nicht existierte. Ausnahmen waren einzelne Fahrer, wie Werner Richter (Dürkopp), Rudolf Voigt (Rapier) und Hermann Schild (Bismarck, Rabeneick), die beständig oder zeitweilig Verträge mit westdeutschen Firmen bzw. Rennställen hatten.
Die immer stärker werdende ideologische Ausrichtung des Sportes in der Sowjetischen Besatzungszone und später in der DDR führten zu massiver Kritik am „westlichen Profisport“; in der Folge wurden Berufsradsportler immer mehr unter Druck gesetzt, sich reamateurisieren zu lassen und sich einer Betriebssportgemeinschaft (BSG) anzuschließen. Dieses gesellschaftspolitische Umfeld führte schließlich 1956 zur formellen Auflösung der Kommission Berufsradsport der DDR, nachdem bereits 1955 das letzte Rennen für Berufsfahrer stattgefunden hatte. Am 15. Februar 1955 veröffentlichte der Radsportverband der DDR einen Beschluss seines Präsidiums, wonach alle noch aktiven Berufsfahrer und Schrittmacher aufgefordert wurden, sofort „Mitglied der demokratischen Sportbewegung“ zu werden und sich einer Betriebssportgemeinschaft (BSG) anzuschließen. Alle Aktiven, die diese Möglichkeit wahrnehmen würden, wären dafür von der üblichen zweijährigen Karenzzeit befreit und sofort bei den Amateuren startberechtigt. Der Beschluss trug ultimativen Charakter und endete mit einer Fristsetzung bis zum 28. Februar 1955. Fast alle Fahrer beugten sich dem Ultimatum, der Berufsradsport in der DDR kam zum Erliegen.

## Radrennen
Wenn auch in den ersten Nachkriegsjahren (eher vereinzelt) Straßenrennen und Kriterien für die Berufsfahrer in der Ostzone stattfanden, dominierten doch die Bahnrennen. Besonders in Halle an der Saale, Chemnitz und Erfurt fanden sich Veranstalter, die regelmäßig Rennen für die Berufsfahrer ausschrieben. Profi-Rennen wurden aber auch in Brandenburg an der Havel, Dessau, Dresden, Merseburg, Nordhausen, Weißenfels, Bitterfeld, Leipzig, Zwickau, Forst und in Ost-Berlin (im Stadion Mitte) veranstaltet. Viele Fahrer starteten auch regelmäßig im Westteil Berlins. Die finanziellen Säulen für die Rennen waren regionale Sponsoren (die in den ersten Jahren überwiegend Sachprämien „wie Würste, Backwaren oder ein Eimer Marmelade“, aber auch Geldprämien beisteuerten) und Einnahmen aus den Eintrittsgeldern der Rennbahnen. Die Fahrer erhielten in der Regel etwa 45 Prozent der gesamten Einnahmeerlöse der Rennen (der Rest verblieb den Veranstaltern), aufgeschlüsselt nach einem prozentualen Anteil je nach ihrer Platzierung im Rennen. Dabei betrug die Differenz zwischen dem ersten und dem letzten Platz sechs Prozent, so dass alle Fahrer einen akzeptablen Anteil erhielten. Gefahren wurde auf den nach dem Krieg wieder hergestellten Radrennbahnen oder zunächst überwiegend in großen Stadien, die wie in Halle zum Teil mit Kurvenüberhöhungen ergänzt wurden.
Die Veranstalter waren darum bemüht, traditionsreiche Rennen weiter zu führen. Zu diesen gehörten: das Goldene Rad von Chemnitz, das Goldene Rad von Halle, und das Goldene Rad von Erfurt, der Große Preis von Thüringen, der Große Preis von Magdeburg u. a. Beim Goldenen Rad von Erfurt am 27. Juli 1952 kam es zum tödlichen Sturz von Erich Metze. Unmittelbar nach dem Krieg gab es in Ostdeutschland nur eine Zementbahn, auf der Steherrennen ausgetragen werden konnten. Das war die Radrennbahn Andreasried in Erfurt. Dort fand im Mai 1947 das erste Steherrennen nach dem Krieg statt; es siegte der Lokalmatador Conny Claessens.
Von 1947 bis 1949 gab es Meisterschaften der Ostzone in den Disziplinen Sprint, Zweier-Mannschaftsfahren, Punktefahren und Steherrennen. Bereits am 13. April 1947 fanden in Halle an der Saale die ersten Ostzonen-Meisterschaften statt, bei denen Hans Preiskeit dreifacher Titelträger (im Sprint, in der Einerverfolgung und im Punktefahren) wurde. Erste DDR-Meister wurden 1950 Heinz Drescher im Sprint, Rudi Keil in der Einerverfolgung, Gerhard Huschke im Punktefahren und im Steherrennen, sowie Werner Richter mit Otto Weckerling im Zweier-Mannschaftsfahren. Die letzten DDR-Meistertitel gewannen 1954 Herbert Gerber im Steherrennen und Rudolf Voigt im Sprint.
1951 gab es eine gesamtdeutsche Stehermeisterschaft, als einziger Starter aus der DDR wurde Rudi Keil Dritter hinter Walter Lohmann und Jean Schorn. Damit hatte er die Qualifikation für die Teilnahme an den UCI-Weltmeisterschaften erreicht, erhielt jedoch vom DDR-Verband keine Starterlaubnis. Diese Entscheidung gegen die sportlichen Regularien illustrierte die ablehnende und destruktive Haltung der DDR-Sportführung gegenüber dem Berufsradsport beispielhaft.
Eine DDR-Meisterschaft im Straßenrennen für die Berufsfahrer wurde in dieser Zeit nicht ausgefahren. Einzelne Fahrer fuhren aber bei den Meisterschaftsrennen in der Bundesrepublik mit. Fahrer wie Schild, Richter, Hoyer, Voigt, Weckerling oder Heinz Scholl aus Magdeburg starteten auch als Mitglieder von Werksmannschaften gelegentlich bei der Deutschland-Rundfahrt in der Bundesrepublik. Vereinzelt wurden auch Querfeldeinrennen (heutige Bezeichnung Cyclosport) ausgerichtet.

## Berufsfahrer
Zu den bekanntesten Berufsfahrern der DDR gehörten einerseits Fahrer, die bereits vor dem Zweiten Weltkrieg aktiv und bekannt waren, wie die Chemnitzer Werner Richter und Hermann Schild, Emil Kirmse und Karl Wesoly aus Halle. Auch Gerhard Bolte und Karl Wiemer aus Berlin, Rudolf Voigt aus Riesa zählten zu dieser Gruppe. Zum anderen brachte der Radsport der Nachkriegszeit auch neue Talente hervor, die z. T. später als Amateure bekannt und erfolgreich wurden, wie Heinz Drescher aus Berlin, Rudi Keil und Bruno Zieger aus Erfurt, Jürgen Müller aus Leipzig.
Einige Fahrer wie Keil, Schild, Gerber, Hecker, Richter starteten auch häufig bei Rennen in den westlichen Besatzungszonen bzw. der Bundesrepublik. Keil und Gerber konnten sich z. B. in der Jahreswertung der bundesdeutschen Steher 1954 auf den Plätzen sechs und sieben platzieren. Hermann Schild wurde 1954 sogar Meister in der Bundesrepublik, er schlug Günter Pankoke und alle anderen westdeutschen Berufsfahrer auf dem Meisterschaftsrundkurs in Radevormwald im Alter von 42 Jahren.
Das letzte Radrennen für Berufsfahrer in der DDR war am 7. Juli 1955 das Steherrennen „Goldene Hundert“ in Chemnitz, das von Karl Kittsteiner aus Nürnberg vor 12.000 Zuschauern gewonnen wurde. Dritter wurde Hermann Schild (der später in die Bundesrepublik ging), der mit Harry Hoyer und Paul Hecker zu den letzten drei DDR-Fahrern gehörte, die zu dieser Zeit noch eine Berufsfahrerlizenz hatten. Dieses Rennen war das praktische Ende des Berufsradsportes in der DDR.